# Oligoclada rhea
Oligoclada rhea is een libellensoort uit de familie van de korenbouten (Libellulidae), onderorde echte libellen (Anisoptera).
De wetenschappelijke naam Oligoclada rhea is voor het eerst geldig gepubliceerd in 1911 door Ris.